# Rotarex

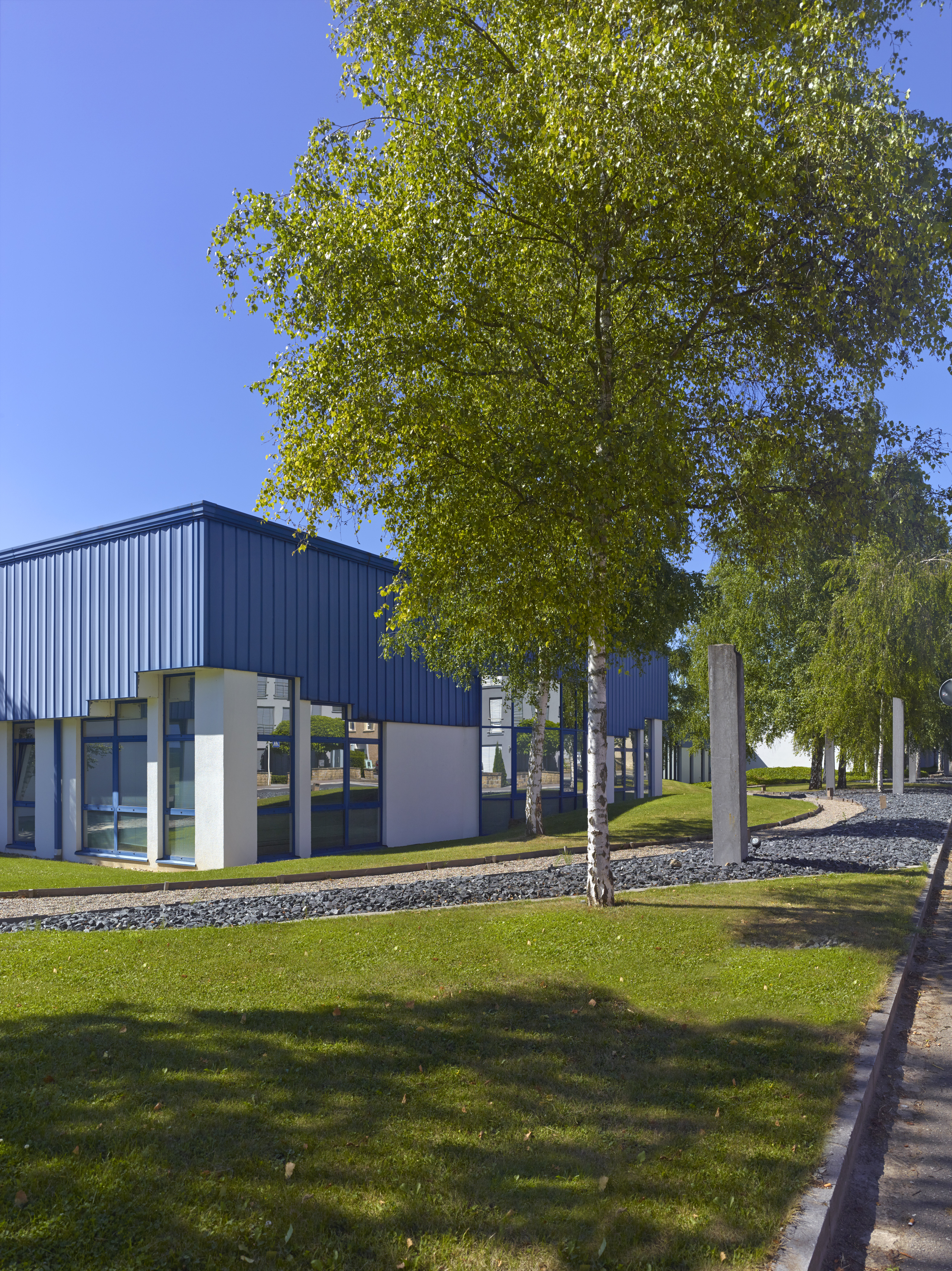

Rotarex est un groupe privé luxembourgeois d'entreprises qui conçoit et fabrique des produits et systèmes de contrôle du gaz, tels que des vannes, raccords et détendeurs.
Il est l'un des leaders mondiaux dans son domaine.[réf. nécessaire] Fondé en 1922 sous le nom de « Ceodeux » à Lintgen (Luxembourg), il emploie environ 1 500 personnes dans le monde.
Rotarex dispose de deux bâtiments au Luxembourg dont la ceodeux et Ludec qui est situé à Mamer. L'entreprise est devenue un des principaux producteurs mondiaux de robinets de bouteilles, de régulateurs de pression, d'équipements et de raccords qui assurent une sécurité, un contrôle et une productivité du gaz.
Grâce à une ingénierie européenne et à la technique développée au cours des décennies, Rotarex est un partenaire de nombreuses entreprises gazières et de concepteurs et installateurs de systèmes de gaz. Rotarex possède quatre centres de R&D, un laboratoire d'essais, un département matériaux, un département électronique, un département simulations, un département prototypage et 3D.